# Radočelo
Le mont Radočelo (en serbe cyrillique : Радочело) est une montagne du sud-ouest de la Serbie. Son point culminant, le pic de Krivača, s'élève à une altitude de 1 643 m.
Le Radočelo est rattaché au groupe des montagnes de Stari Vlah, dans les Alpes dinariques.

## Géographie

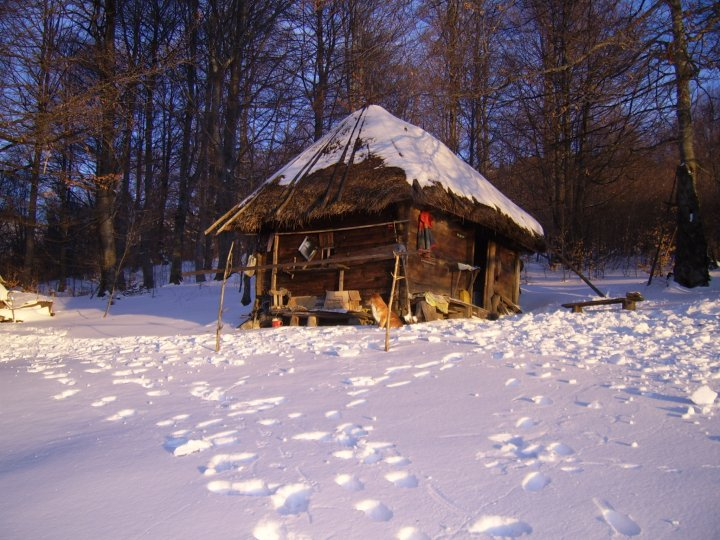
Maison en bois sur le Radočelo

### Topographie et hydrologie
Le Radočelo est situé au sud-ouest de la Serbie centrale, sur la rive gauche de l'Ibar, à environ 12 km à l'ouest de la localité d'Ušće. L'ouest et le nord de la montagne sont bordés par la vallée de la Studenica, un affluent gauche de l'Ibar. Elle s'étend du nord au sud-ouest sur environ 15 km de long. Outre son point culminant, la Krivača, les pics les plus élevés de cette montagne sont les monts Vrhove (1 533 m) et Štrmac (1 054 m).
La rivière Brvenica, un affluent gauche de l'Ibar, prend sa source dans ces montagnes.

### Géologie
Le sud-ouest du Radočelo est constitué de schistes charbonneux, le nord de sables du Permien et les parties centrales de péridotite et de serpentine.

### Flore
La plus grande partie du mont Radočelo est couverte de forêts.